# New Forest
New Forest er en af de største uindhegnede områder med overdrev, hede og skov i Sydengland, der dækker det sydvestlige Hampshire og sydøstlige Wiltshire. Det blev erklæret som kongelig skov af Vilhelm Erobreren, og den nævnes i Domesday Book fra 1086.
Skovområdet er hjem for New Forest Commoners, hvis gamle rettigheder til græsningsarealer stadig anerkendes og udøves, og håndhæves af verderers og agisters. I 1700-talle blev New Forest en kilde til tømmer til Royal Navy. Det er habitat for mange sjældne fugle og pattedyr.
Skovens grænser har variere over tid, og formålet med afgrænsningen. Den dækker 28.924,5 hektar biologisk og geologisk Site of Special Scientific Interest. Der er adskillige områder inden for New Forest, der er Geological Conservation Review sites, inklusive Mark Ash Wood, Shepherd’s Gutter, Cranes Moor, Studley Wood, og Wood Green. Der er også flere Nature Conservation Review sites. Det er et Special Area of Conservation, et Ramsar site og et Special Protection Area. Copythorne Common drives af Hampshire and Isle of Wight Wildlife Trust, Kingston Great Common er et national nature reserve og New Forest Northern Commons drives National Trust.
New Forest dækker to valgkredse; New Forest East og New Forest West.